# Macrostemum lautum
Macrostemum lautum är en nattsländeart som först beskrevs av Mclachlan 1862.  Macrostemum lautum ingår i släktet Macrostemum och familjen ryssjenattsländor. Inga underarter finns listade i Catalogue of Life.